# Histurgops ruficauda
Histurgops ruficauda é uma espécie de ave da família Passeridae.
É um monotípico dentro do género Histurgops.
Pode ser encontrada nos seguintes países: Quénia e Tanzânia.